# 더비양털주머니쥐
더비양털주머니쥐(Caluromys derbianus) 또는 중앙아메리카양털주머니쥐는 주머니쥐과에 속하는 주머니쥐의 일종이다. 중앙아메리카 지역에서 발견된다.

## 서식지
더비양털주머니쥐는 주로 나무 위에서 생활하며, 벨리즈와 콜롬비아, 코스타리카, 에콰도르, 과테말라, 온두라스, 멕시코, 니카라과 그리고 파나마의 고지대와 저지대 우림에서 산다. 해발 고도 2,600m 높이까지에서 발견된다. 이 종은 산림 남벌로 인해 멸종 위협을 받고 있다.